# Lex Rex
Lex Rex is het zevende studioalbum van de Amerikaanse muziekgroep Glass Hammer. Met dit album dat opgenomen is in Chattanooga, Tennessee keerde Glass Hammer terug naar hun religieuze variant binnen de progressieve rock. Het album betekent hun definitieve doorbraak binnen het genre. De muziek wijst terug naar de begintijden van de symfonische rock met klanken die vergelijkbaar zijn met Gentle Giant, Genesis en Yes, mede door het gebruik van het hammondorgel, de mellotron en de blokfluit (Gentle Giant). Het is een conceptalbum over het vinden van het ware geloof, een (tekstuele) vergelijking met Neal Morse dringt zich op.

## Musici
- Fred Schendel, akoestische gitaar, mandoline, dwarsfluit, blokfluit, keyboards, zang;
- Steve Babb, basgitaar etc., keyboards, zang;

met
- Susie Bogdanowicz, Walter Moore, Sarah Lovell, Haley McGuire, Robert Streets, Carrie Streets-zang
- David Carter (4), Charlie Shelton (3), Bjorn Lynne (2) – gitaar

## Composities
Van Babb en Schendel

| Nr. | Titel                                       | Duur  |
| --- | ------------------------------------------- | ----- |
| 1.  | Good Evening                                | 0:51  |
| 2.  | Tales Of The Great Wars                     | 10:42 |
| 3.  | One King                                    | 6:07  |
| 4.  | Further Up And Further In                   | 15:13 |
| 5.  | Intermission                                | 1:08  |
| 6.  | Music For Four Hands (And Temporal Anomaly) | 2:19  |
| 7.  | A Cup Of Trembling                          | 7:50  |
| 8.  | Centurion                                   | 7:47  |
| 9.  | Naamloos                                    | 9:53  |
| 10. | Goodnight                                   | 1:11  |
| 11. | Heroes And Dragons                          | 3:45  |